# LGV Perpignan-Barcelona
A Perpignan-Barcelona nagysebességű vasútvonal egy nemzetközi normál nyomtávolságú, kétvágányú 25 kV 50 Hz-cel villamosított nagysebességű vasútvonal Franciaország és Spanyolország között. A vonal 175,5 kilométer hosszú, amelyből 24,6 km Franciaországban, 150,8 km pedig Spanyolországban található. A francia-spanyol határt a Perthus-hágó alá fúrt 8,3 kilométeres Perthus-alagúton keresztül szeli át, amely a határ ellentétes oldalán lévő két várost, a franciaországi Roussillonban található Perpignant és a spanyolországi Katalóniában található Figuerest köti össze. A vonal Barcelonáig tart, és ezt a részt néha a Madrid-Barcelona nagysebességű vasútvonal meghosszabbításaként emlegetik. A Perpignan-Barcelona vonal a Mediterrán-folyosó része.

## Története
A Perpignan és Figueres közötti nemzetközi szakasz építési szerződését 2004. február 17-én ítélték oda a TP Ferro konzorciumnak, az Eiffage (Franciaország) és a Dragados (Spanyolország) közös vállalatának. A csoport mintegy 1,1 milliárd euró becsült költséggel építette meg a vonalat, és 53 évig fogja üzemeltetni. A vonal 540 millió eurós állami támogatásban részesült, amelyet az Európai Unió, Franciaország és Spanyolország adott össze.
A próbaüzem 2008 novemberében kezdődött, és a nemzetközi szakasz hivatalosan 2009. február 17-én nyílt meg, de a személyforgalom 2010 decemberéig késlekedett, mivel a Estación de Figuares-Vilafant állomás nem készült el. 2010. december 19-én indult meg a forgalom a szakaszon a Párizsból Perpignanon keresztül Figueres-Vilafantba tartó TGV-járattal, 2010. december 21-én pedig a menetrendszerű teherforgalom. Végül a 44,5 kilométeres nemzetközi szakaszt 2011. január 27-én adták át hivatalosan.
A spanyol 131 kilométeres Barcelona-Figueres szakaszt eredetileg 2009-ben tervezték megnyitni, de késedelmek voltak a 4 kilométeres gironai alagút építésében, amelynek első szakasza 2010 szeptemberében készült el, valamint a barcelonai Sants és Sagrera állomások közötti útvonal körüli viták miatt. A szakasz végül 2013 januárjában készült el 3,7 milliárd eurós költséggel, és a teljes vonalat hivatalosan 2013. január 8-án nyitották meg.

## Vonal
Az új vonal normál nyomtávolságú, 25 kV 50 Hz feszültségű, a francia LGV és a spanyol AVE nagysebességű vasúti hálózatokkal összhangban. A vonalat személy- és tehervonatok egyaránt használják, a maximális emelkedés 1,2%-ra van korlátozva. A tervezési sebesség 350 kilométer/óra.
Ez a vonal volt az első olyan vasúti összeköttetés Spanyolország és Európa többi része között, amelyet nyomtávváltás nélkül építettek, és az első nemzetközi kapcsolat a normál nyomtávú spanyol AVE-hálózathoz. A hagyományos spanyol vasútvonalak széles nyomtávúak (1668 mm), így a Franciaország és Spanyolország közötti vasúti összeköttetések hagyományosan nyomtávváltással járnak, ami azt jelenti, hogy az utasoknak át kell szállniuk, a rakományt pedig át kell pakolni, vagy a vonatoknak a határon nyomtávváltó berendezéseken kell áthaladniuk. Egy másik azonos nyomtávú összeköttetést terveznek Franciaországgal az Atlanti-óceán partja közelében, Baszkföldön, és tanulmányozás alatt áll egy harmadik összeköttetés Huescán keresztül, amely a Pireneusok középső hegységeit egy 40 kilométeres alagúton keresztül szelné át.
Franciaországban baloldali, Spanyolországban pedig jobboldali a közlekedés, ezért a határtól északra (é. sz. 42,55929°, k. h. 2,85120°42.559290°N 2.851200°E) mintegy 10 kilométerre egy felüljáró épült, melyen a két vágány helyet cserél egymással.

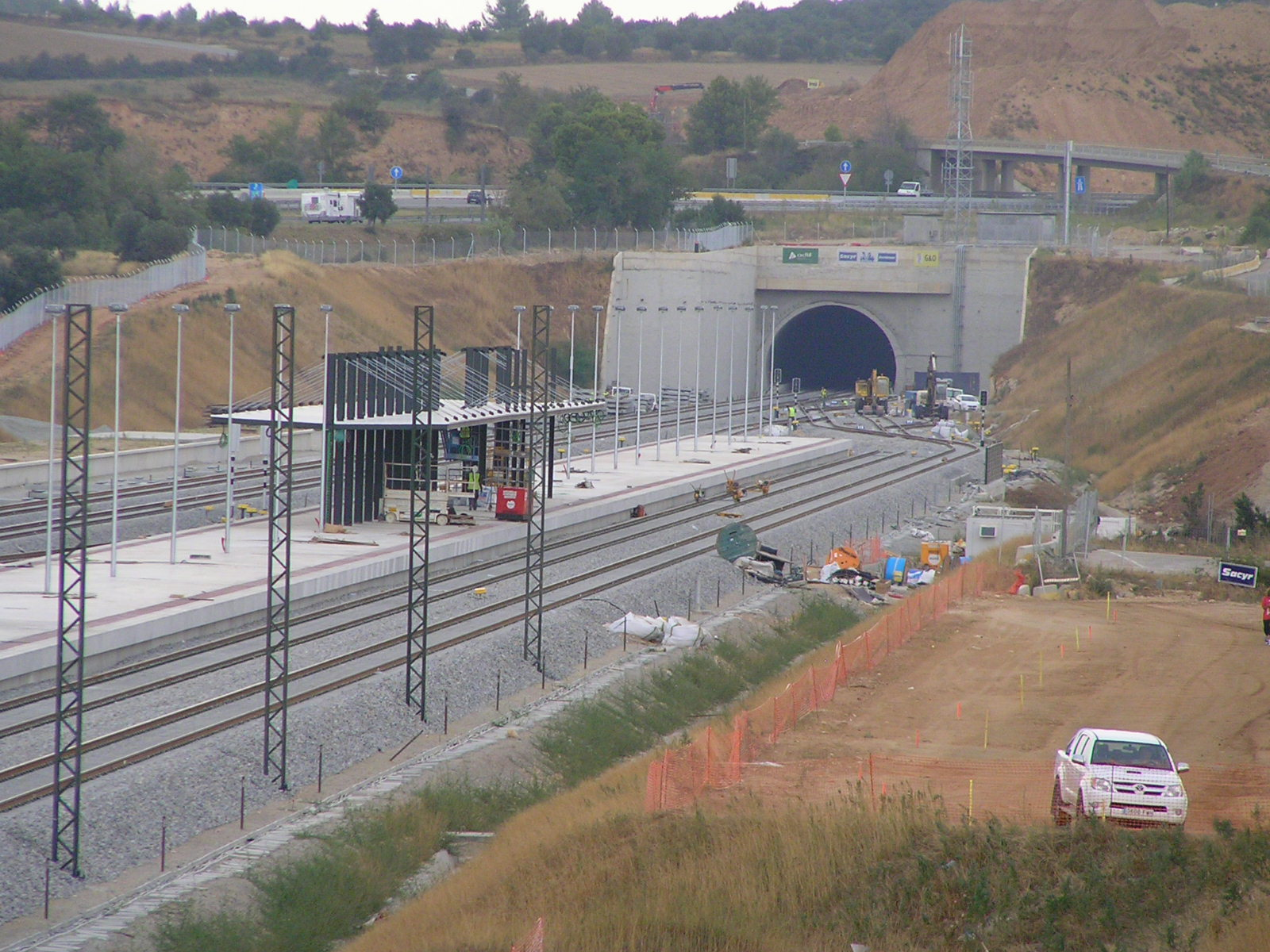
Estación de Figueres-Vilafant építés alatt 2010 augusztusában. A Párizsból érkező francia TGV-k 2011 és 2013 között itt álltak meg, és csatlakoztak a Barcelonába tartó spanyol vonatokhoz

## Szolgáltatások
2010. december 19-én Párizsból Perpignanon keresztül egy ideiglenes Figueres-i állomásig közlekedett TGV-járat, a klasszikus vonalon pedig csatlakozó járat Barcelonába és Madridba. A teljes menetidő Párizsból Barcelonába 1 óra 15 perccel 7 óra 25 percre csökkent (jelenleg a Párizs-Barcelona menetidő vonattal 6 óra 41 perc). Ebből 5 óra 30 percet a Párizs-Figueres szakaszon töltöttek. Kezdetben napi két Párizs-Figueres TGV közlekedett, amelyek a hagyományos széles nyomtávú vonalon és egy ideiglenes kettős nyomtávú pályán keresztül napi két RENFE Alvia vonattal csatlakoztak Barcelona és Figueres között. 2013 januárjától napi kilenc RENFE AVE vonat közlekedett Figueres és Barcelona között, nyolc járattal tovább Madridba.
A RENFE 2010. december 21-én normál nyomtávú teherszállító szolgáltatást indított. 2011 januárjától heti négy tehervonat közlekedik a vonalon Barcelonából, a menetidő 6 órával csökkent: egy-egy vonat Lyonba és egy-egy vonat Milánóba.
2013. november 28-án a RENFE és az SNCF bejelentette, hogy 2013. december 15-től közvetlen távolsági járatokat indítanak Párizs-Barcelona, Toulouse-Barcelona, Lyon-Barcelona, Marseille-Madrid között naponta közlekedő vonatokkal.

## Bővítés

### Üzemeltetés
Lyon és Barcelona között várhatóan kevesebb mint négy óra lesz az utazási idő, a jelenlegi 4 óra 57 perc helyett, Franciaországban Perpignan és Nîmes közötti normál vonalon. A RENFE és az SNCF közös tulajdonában lévő új társaságot kívánnak létrehozni a Párizs és Madrid közötti járatok üzemeltetésére. Tíz új vonatot vásárolnak 300 millió euróért.
A Nîmes-Montpellier elkerülő vonal pályáztatása 2010 májusában kezdődött meg. Ez a spanyol nagysebességű hálózat és az LGV Méditerranée közötti összeköttetés első szakasza, és a vonalon vegyesen fognak közlekedni teherszállító és nagysebességű vonatok. 2012 júniusában írták alá a 25 évre szóló köz-magán társulási megállapodást, az építési munkálatok 2017 decemberében fejeződtek be, és 2018. július 7-én indultak el az első személyszállító járatok Gare de Montpellier Sud de France állomásra.

### Jövő
A 150 kilométeres LGV Montpellier-Perpignan szakasz munkálatai nem kezdődnek meg 2020 előtt, a 2015-ben kezdődő nyilvános konzultációt követően. 2016 februárjában azonban a francia közlekedési minisztérium jóváhagyta az előzetes nagysebességű útvonalat és az állomások helyét. A Montpellier-Béziers szakasz építése az előrejelzések szerint 10 évig fog tartani, míg a Béziers-Perpignan szakasz megépítéséhez további 10 évre lesz szükség.